# Cogia abdul
Cogia abdul är en fjärilsart som beskrevs av Hayward 1946. Cogia abdul ingår i släktet Cogia och familjen tjockhuvuden. Inga underarter finns listade i Catalogue of Life.